# بيدرو جوفروا ريفاس
بيدرو جوفروا ريفاس (بالإسبانية: Pedro Geoffroy Rivas) هو عالم إنسان وشاعر سلفادوري، ولد في 16 سبتمبر 1908 في سانتا آنا مونيسباليتي في السلفادور، وتوفي في 10 نوفمبر 1979 في سان سلفادور في السلفادور.